# Catocala barnsi
Catocala barnsi är en fjärilsart som beskrevs av Louis Beethoven Prout 1924. Catocala barnsi ingår i släktet Catocala och familjen nattflyn. Inga underarter finns listade i Catalogue of Life.